# عصفور هندي أحمر
عصفور هندي أحمر او شمعي المنقار الأحمر ويسمى أيضا أفادافات، مونيا حمراء (الاسم العلمي: Amandava amandava) (بالإنجليزية: Red Avadavat)‏، هو طائر ينتمي إلى عصافير الاستريلديد (فصيلة: Estrildidae).